# Chinoperla nigroflavata
Chinoperla nigroflavata és una espècie d'insecte plecòpter pertanyent a la família dels pèrlids. Es troba a Fujian (la Xina).